# Kappa Pyxidis
Kappa Pyxidis (50 Pyxidis) é uma estrela na direção da constelação de Pyxis. Possui uma ascensão reta de 09h 08m 02.86s e uma declinação de −25° 51′ 30.7″. Sua magnitude aparente é igual a 4.62. Considerando sua distância de 487 anos-luz em relação à Terra, sua magnitude absoluta é igual a −1.25. Pertence à classe espectral K4/K5III.